# Karim M'Ziani
 (septembre 2022).
Ne doit pas être confondu avec Karim Ziani.
Karim M'Ziani, né le 16 juin 1995 à Amilly (Loiret),, ville de l'agglomération de Montargis, est un juriste international français.

## Biographie et carrière
Il est issu d'une famille modeste d'origine comorienne installée en France en 1993 : son père est livreur, sa mère, agente d'entretien. Cinquième d'une fratrie de sept enfants, à l'âge de 11 ans, il est élu maire du conseil municipal des jeunes de Montargis. Après une scolarité à l'école Pasteur, au collège du Chinchon et au Lycée en Forêt de Montargis, des emplois divers et des bourses l'aident à financer ses études et ses voyages,,.
Au-delà de l'université Paris-Dauphine, en France, dont il sort muni d'un master en droit européen et international des affaires, il travaille en Argentine, et étudie en Chine et aux États-Unis. Plusieurs bourses, notamment la bourse Fulbright, lui permettent d'intégrer l'École de droit de l'université Duke (en), où il obtient un Master of Laws en mai 2020, puis il est admis au barreau de New York en novembre 2021,.
À l'issue de sa formation, il est recruté en 2021 par le cabinet d'avocats Foley Hoag (en), dont le siège est à Boston, qui possède également des bureaux à New York, Washington, D.C et Paris, et à qui la clientèle, aussi bien publique que privée, confie le traitement de litiges et de transactions dans le monde entier,.
En 2021, il est secrétaire général adjoint de la Société africaine de droit international (deputy secretary general of the African Society of International Law (AfSIL)). Il a animé une conférence sur la relation Chine-Afrique à laquelle participaient des représentants de la Banque mondiale et de l'université Yale.

## Distinctions et récompenses
- Lauréat 2019-2020 de la fondation Georges Lurcy[8],[6].
- Lauréat de la fondation François Monahan[6].
- Prix annuel 2019 de l'Association France Fulbright Alumni et Duke scholar membership[9],[6],[10].